# سد ایتوانگو
سد ایتوانگو (به اسپانیایی: Hidroituango) یک سد خاکی و نیروگاه برقابی در کلمبیا است که در بخش انتیوکیا واقع شده‌است.